# Telmatobius laticeps
Espèce
Synonymes
- Telmatobius hauthali laticeps Laurent, 1977

Statut de conservation UICN

 CR  : 
En danger critique
Telmatobius laticeps est une espèce d'amphibiens de la famille des Telmatobiidae.

## Répartition
Cette espèce est endémique de la vallée de Tafí dans la province de Tucumán en Argentine. Elle se rencontre entre 1 900 et 3 100 m d'altitude.

## Publication originale
- Laurent, 1977 : Contribución al conocimiento del género Telmatobius Wiegmann (4a. Nota). Acta Zoologica Lilloana, vol. 32, no 10, p. 189-206.